# Cuahtemoca chalcocraspedon
Cuahtemoca chalcocraspedon är en fjärilsart som beskrevs av Dyar 1913. Cuahtemoca chalcocraspedon ingår i släktet Cuahtemoca och familjen nattflyn. Inga underarter finns listade i Catalogue of Life.